# Lana (Südtirol)

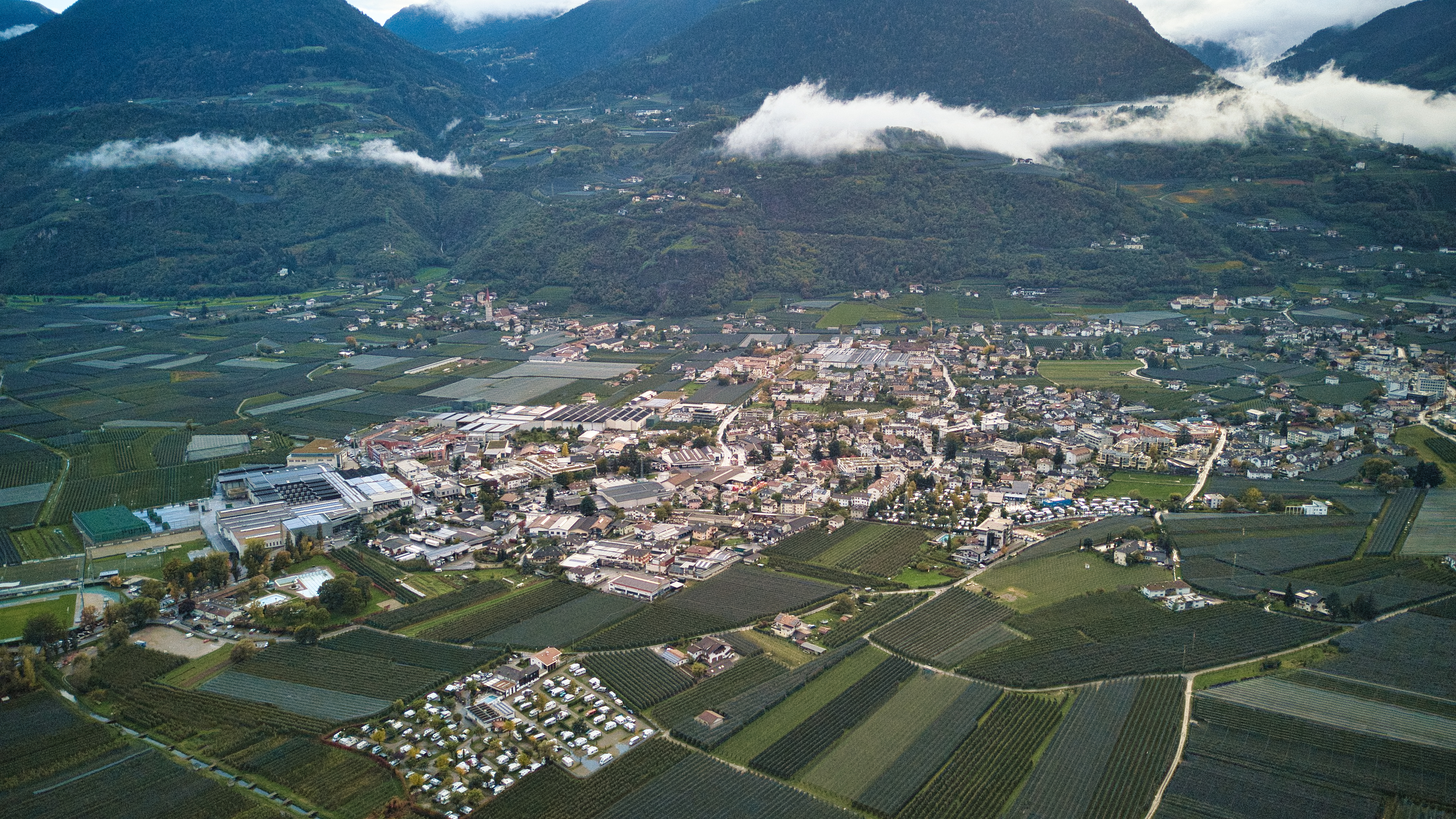
Lana, 2024

Lana ([ˈlaːna]; italienisch ebenfalls Lana) ist eine italienische Marktgemeinde mit 12.595 Einwohnern (Stand 31. Dezember 2023) in Südtirol südlich von Meran. Lana ist nach Einwohnern die siebtgrößte Gemeinde Südtirols.

## Geographie
Lana befindet sich im Burggrafenamt im Etschtal, genauer am südwestlichen Rand des Meraner Talkessels am Ausgang des Ultentals. Die langgezogene Ortschaft Lana (unterteilt in Oberlana, Mitterlana und Niederlana) liegt in etwa 300 m Höhe auf der orographisch rechten Seite der Etsch auf einem flachen Schwemmfächer der Falschauer. Nordwestlich vom Ortszentrum erreicht das Gemeindegebiet am Bergrücken des Vigiljochs, der im Zufrittkamm den nordöstlichsten Ausläufer der Ortler-Alpen bildet, auf rund 1900 m seinen höchsten Punkt. Ein Südhang bietet dort der kleinen Ortschaft Pawigl (1200 m) Platz. Im Südwesten befindet sich auf einer Mittelgebirgsterrasse die Fraktion Völlan (700 m). Dahinter steigt das Gelände bis auf fast 1700 m Höhe zu den bewaldeten, nördlichsten Ausläufern der Nonsberggruppe an.

## Geschichte
Erste urgeschichtliche Siedlungen befanden sich auf den Hügelkuppen Kobaltbühel, Silackerbühel, Burghügel Braunsberg, Brandis und Leonburg. Im 9. Jahrhundert wurden die beiden Kirchen St. Georg und St. Margarethen errichtet. Die ersturkundliche Erwähnung von Lana (Loina) erfolgte im Jahr 1034 in Aufzeichnungen des Klosters Tegernsee.
Die Herren von Lana waren Ministerialen der Welfen, welche in Lana über Grundbesitz verfügten. Laut einer Urkunde von 1273 hat bereits im Jahr 1082 ein Berthold von Lana dem welfischen Hauskloster Weingarten seine Güter vermacht. Die Herren von Lana, deren Besitz in Niederlana lag, übten auch Vogteirechte über Südtiroler Güter des Klosters Tegernsee aus, ebenfalls einer welfischen Gründung. Sie gehörten zum höherrangigen Ministerialadel, wie bereits die Stiftung der Kirche St. Jakob in Grissian 1142 zeigt. Der ursprüngliche Sitz derer von Lana lag vermutlich in Niederlana im Umfeld der Kirche Mariä Himmelfahrt. Zwischen 1140 und 1153 erscheinen erstmals urkundlich Prantoch von Lounon (Lana) mit seinen Söhnen Hildebrand und Heinrich (senex Brandhoch de Loeinnon filiique sui Hiltebrandus et Heinricus). Ende des 12. bis Anfang des 13. Jahrhunderts errichteten sie zwei Höhenburgen, die Burg Brandis und Lanaberg (Leonburg), beide zunächst im Eigenbesitz. Die beiden Burgen werden 1236 erstmals urkundlich erwähnt.
Ab Beginn des 13. Jahrhunderts verzweigten die Herren von Lana sich in mehrere Geschlechter, die sich jeweils nach ihren Sitzen benannten, darunter die von Brandis, von Lanaburg, von Braunsberg, von Marling-Lebenberg und von Werrenberg (auf dem Werrenberg, auch Turm zu Völlan genannt). Sie alle führten einen roten Löwen im Wappen und hatten gemeinsame Leitnamen wie Berthold, Schwiker, Hildebrand, Konrad, Burghard, Ulrich, Adelheid. 1295 mussten die beiden Eigenburgen dem Landesfürsten Meinhard II. von Tirol zu Lehen aufgetragen werden, nachdem er mit Belagerung und Beschuss durch eine Blide gedroht hatte. 1423 erhielten drei Brüder Brandis den nördlichen Teil der zuvor vermutlich ausgebrannten Leonburg; 1426 fiel diese zur Gänze an die Brandis, der Leonburger Familienzweig erlosch 1462.
Die Burg Brandis zerfiel Anfang des 19. Jahrhunderts zur Ruine, woraufhin die Grafen zu Brandis etwas unterhalb das Schloss Neubrandis errichteten, das ihnen, wie auch die Leonburg, bis heute gehört. Schloss Braunsberg wurde im 13. Jahrhundert von Ulrich von Braunsberg erbaut. Im 14. Jahrhundert übernahmen es die Mareider von Eppan, und um 1492 ging es an die Grafen Trapp über, von denen es im 20. Jahrhundert an die heutigen Besitzer, die Grafen Strachwitz, vererbt wurde. Die Mayenburg, 1229 als castrum Mayenberch erstmals erwähnt, wurde von den Grafen von Eppan errichtet und ging nach deren Aussterben im Jahr 1300 an die Grafen von Tirol über. Die Burg wechselte danach immer wieder ihre Besitzer, bis zum Jahre 1600, als die Grafen Brandis die Anlage übernahmen und sie 1650 erheblich erweiterten. 1825 wurde sie verkauft und zerfiel anschließend zur Ruine. Dr. med. Josef Auffinger aus Meran erstand die Mayenburg in den 1920er Jahren und ließ Reparaturen durchführen. Die Ruine befindet sich noch im Besitz der Familie Auffinger. Am nördlichen Rand der Lanaer Fraktion Völlan liegen die Reste der Burg Werrenberg, auch Turm zu Völlan genannt, auf einem spornartigen Bergrücken. Wegen der guten Fernsicht ins Etschtal vermutet man eine Nutzung des Turmes als Kreidfeuerstelle, im späten Mittelalter und in der frühen Neuzeit ein schnelles Warnsystem vor anrückenden Feinden. Von der Burg sind neben einem ca. 10 Meter hohen Mauerzahn des ehemaligen Bergfrieds oder Wohnturms nur geringe Mauerreste erhalten.
Ab 1396 wurde die Pfarrei Lana vom Deutschen Orden betreut, dessen Wappen noch heute im Gemeindewappen von Lana enthalten ist. Das Deutschordenshaus ist seit der Wiederbelebung des Ordens 1855 bis heute Sitz des Priors, des Amtsträgers der Ordensprovinz Südtirol. Am Berghang liegt die Klosteranlage Lanegg mit der Kirche Heilig Kreuz. Das Kloster Lanegg ist die Wiege und das Mutterhaus des 1841 hier wiederbelebten Zweiges der Schwestern des Deutschen Ordens, der in der Reformationszeit ausgestorben war. 1911/12 wurde die Klosteranlage durch den Neubau der Kirche im neubarocken Stil erweitert.
Im Jahr 1850 wurden die bis dahin selbständigen Orte Vill, Oberlana und Niederlana zur Großgemeinde Lana zusammengeschlossen. Im Jahr 1900 hatte Lana 3157 Einwohner. 1929 wurde der Gemeinde auch noch das bis dato eigenständige Völlan zugeschlagen.

### Ortsname
Um 990 ist der Ortsname in einer lateinischen Eintragung des Totenbuchs des Klosters Weingarten erstmals genannt. Sie berichtet vom welfischen Graf Heinrich, der am 8. Februar jenes Jahres laut der Historia Welforum bei einem Jagdausflug oberhalb Lenon von einem Stein erschlagen wurde.
Das Ausgangswort kann Leonianium (‚Landgut des Leonius‘) gewesen sein.

## Politik

### Bürgermeister
Bürgermeister seit 1952:
- 1952–1956: Josef Carli
- 1956–1974: Josef Gruber
- 1974–1995: Franz Lösch
- 1995–2010: Christoph Gufler
- 2010–2023: Harald Stauder
- seit 2024: Helmut Taber

### Wappen
Beschreibung: Auf dem Wappen befinden sich das Wahrzeichen des Deutschen Ordens, ein schwarzes Kreuz, und aufliegend das Wahrzeichen der Grafen von Brandis, der rote Löwe.

## Bevölkerung
Lana ist gemäß den erhobenen Sprachgruppenzugehörigkeitserklärungen bzw. Sprachgruppenzuordnungserklärungen eine mehrheitlich deutschsprachige Gemeinde. Als Berechnungsgrundlage der folgenden Prozentwerte wurden die gültigen Erklärungen von Personen mit italienischer Staatsbürgerschaft herangezogen.
| Sprache     | 1981    | 1991    | 2001    | 2011    | 2024    |
| ----------- | ------- | ------- | ------- | ------- | ------- |
| Deutsch     | 92,12 % | 92,74 % | 91,80 % | 91,84 % | 90,14 % |
| Italienisch | 7,54 %  | 6,87 %  | 7,91 %  | 7,90 %  | 9,53 %  |
| Ladinisch   | 0,33 %  | 0,39 %  | 0,29 %  | 0,26 %  | 0,32 %  |

## Bildung
Zu den deutschsprachigen Bildungsangeboten in der Gemeinde gehören vier Grundschulen (drei in Lana, eine in Völlan) sowie eine Mittelschule. Die einzige schulische Einrichtung für die italienische Sprachgruppe ist eine Grundschule.

## Wirtschaft

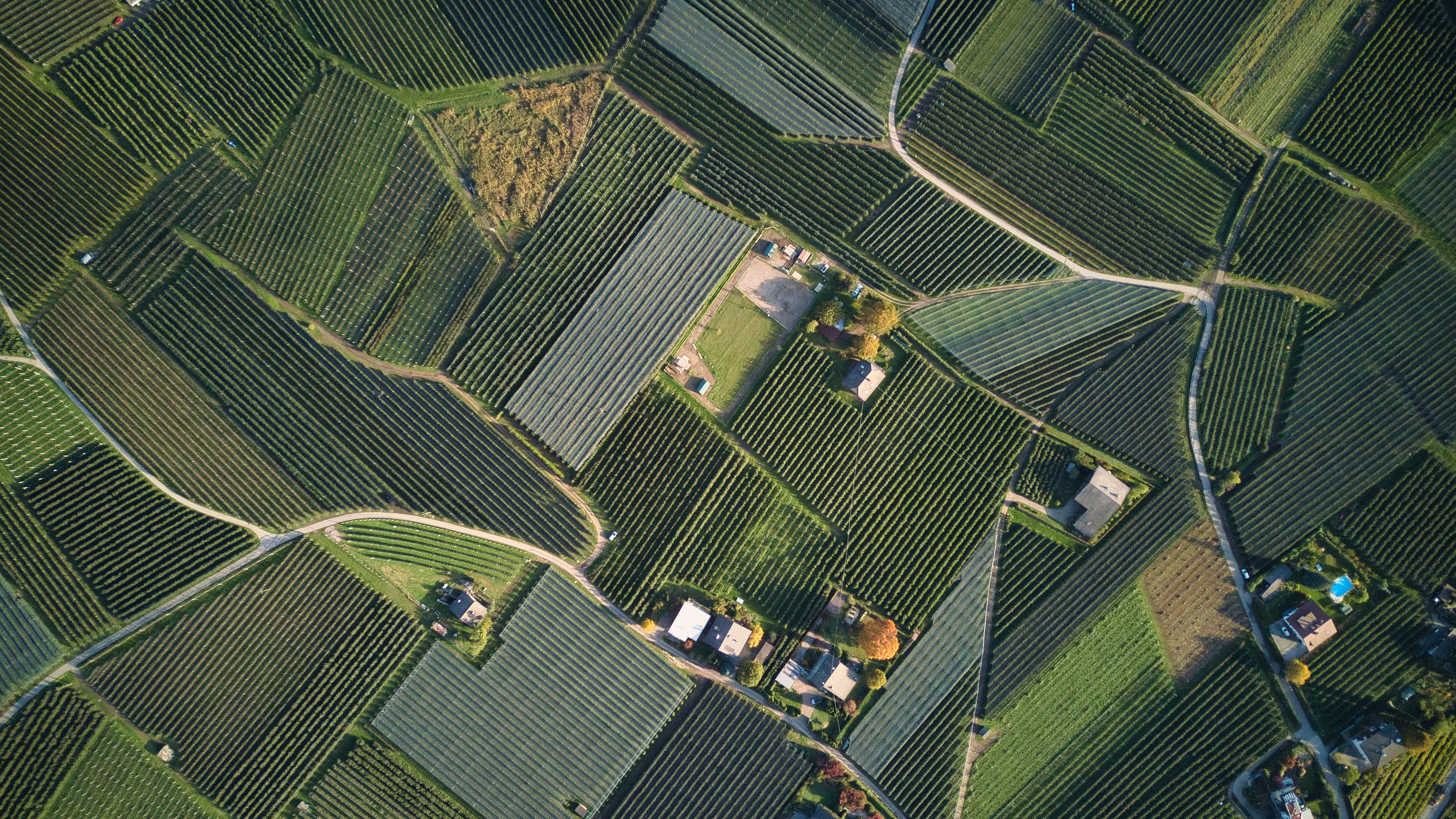
Apfelobstbau in Lana von oben

Wirtschaftlich sehr wichtig ist neben Handwerk, Industrie und Handel vor allem der Apfelobstbau.
Für die Wirtschaft ist auch das Industriegebiet Lana von Bedeutung. Die Zone befindet sich in der Nähe der Mündung der Falschauer in die Etsch und ist verkehrstechnisch durch die Schnellstraße MeBo gut erschlossen. Mehrere internationale Betriebe haben hier eine Niederlassung, darunter Doppelmayr, Develey, Iprona und die Firma SCA (besser bekannt als Biopack). Letzthin siedelten sich vermehrt auch lokale Betriebe an.
Auf dem Gemeindegebiet befindet sich ein Speicherkraftwerk, das zur Kette der Wasserkraftwerke im Ultental gehört.
Die Handwerksbrauerei Pfefferlechner stellt verschiedene Craft-Biere und ein alkoholfreies Bier her.

## Verkehr
Für den Kraftverkehr ist Lana in erster Linie durch die Meran mit Bozen verbindende Schnellstraße MeBo (Teil der SS 38) sowie die Richtung Gampenpass ansteigende SS 238 erschlossen.
Die nächstgelegene Zugangsstelle zum Schienenverkehr ist der Bahnhof Lana-Burgstall an der Bahnstrecke Bozen–Meran. Bis 1974 bestand zudem die Lokalbahn Lana-Burgstall–Oberlana, bis 1950 außerdem die Straßenbahn Lana–Meran.
Lana ist auch über das Busnetz der SASA an die Nebendörfer angeschlossen. Am nördlichen Dorfeingang befindet sich der Busbahnhof Lana. Dieser verfügt über mehrere Bussteige, ein Wartehaus, Fahrkartenautomaten sowie eine Fahrradabstellmöglichkeit. Die wichtigsten Routen nach bzw. durch Lana sind: 201 Bozen-Meran, 210 Meran-Lana Busbahnhof, 211 Meran-Burgstall, 245 Meran-Ulten und 246 Meran-Fondo.
Ans regionale Radwegnetz ist Lana über die Radroute 20 „Meran–Lana“ und die nahe an Lana vorbeiführende Radroute 2 „Vinschgau–Bozen“ angebunden.

## Gefahrenabwehr

### Feuerwehr
Die Freiwillige Feuerwehr Lana ist für die Gefahrenabwehr in der Gemeinde zuständig. Die auf zwei Wachen (Hauptwache und Zug Pawigel) aufgeteilte Feuerwehr verfügt über insgesamt 12 Fahrzeuge und 102 Mitglieder. Durch die Ausstattung mit Drehleiter, schwerem Rüstfahrzeug und anderen Spezialgeräten hat sie die Funktion einer Stützpunktwehr. Der drei Tage andauernde Großbrand in der Speckfabrik Pfitscher 2020 war einer der größten Einsätze in der 150 Jährigen Geschichte der Feuerwehr.

### Rettungsdienst
Der Rettungsdienst der Gemeinde Lana wird von der Hilfsorganisation Weißes Kreuz übernommen. Die Wache am Busbahnhof Lana behaust einen Rettungswagen sowie 4 Krankentransportwagen. Die Schichtdienste werden von 120 Freiwilligen und 12 Festangestellten Sanitätern übernommen. Das nächstgelegene Krankenhaus ist Meran.

### Wasser- und Bergrettung
Im Bereich des Lido Lana ist die Wasserrettungsgruppe der Wasserrettung Meran stationiert. Sie stellt zusammen mit der Feuerwehr Meran die Gefahrenabwehr in Gewässern im gesamten Burggrafenamt. 
Die ebenfalls am Busbahnhof stationierte Bergrettung Lana verfügt über drei Einsatzfahrzeuge. Im Jahr wickelt sie 45 Einsätze ab und stellt im Winter den Pistendienst im Skigebiet Vigiljoch.

## Sehenswürdigkeiten
Zu den Sehenswürdigkeiten zählt u. a. die Pfarrkirche Mariä Himmelfahrt in Niederlana. Prunkstück dieser spätgotischen Kirche ist der zweiteilige Flügelaltar von dem wahrscheinlich aus Füssen stammenden Maler und Bildhauer Hans Schnatterpeck. Der Altar, 1503 von den Meraner Kirchenpröpsten in Auftrag gegeben, ist mit einer Höhe von 14,5 m der größte Tirols und einer der größten ganz Europas. Anlässlich des Jubiläums 500 Jahre Hans-Schnatterpeck-Altar (1508–2008) wurden zwei Sonderbriefmarken herausgegeben.
Eine Sehenswürdigkeit in Lana auf zirka 2000 Quadratmetern ist das Südtiroler Obstbaumuseum. Geschichtliches vom früheren und vom modernen Obstanbau wird dokumentiert. Daneben gibt es in Völlan auch das Bauernmuseum.
Bauwerke:
- Burgen und Schlösser: Brandis, Leonburg, Braunsberg, Mayenburg
- Kirchen und Kapellen: Heilig-Kreuz-Kirche, Kapuzinerkirche, Mariä Himmelfahrt, Martinskapelle, St. Georg, St. Agatha auf der Wiese, St. Anna, St. Johannes Nepomuk, St. Magnus in Gagers, St. Margareth, St. Peter, St. Ulrich, St. Vigil am Joch, St. Severin, St. Magdalena, Kloster Lanegg

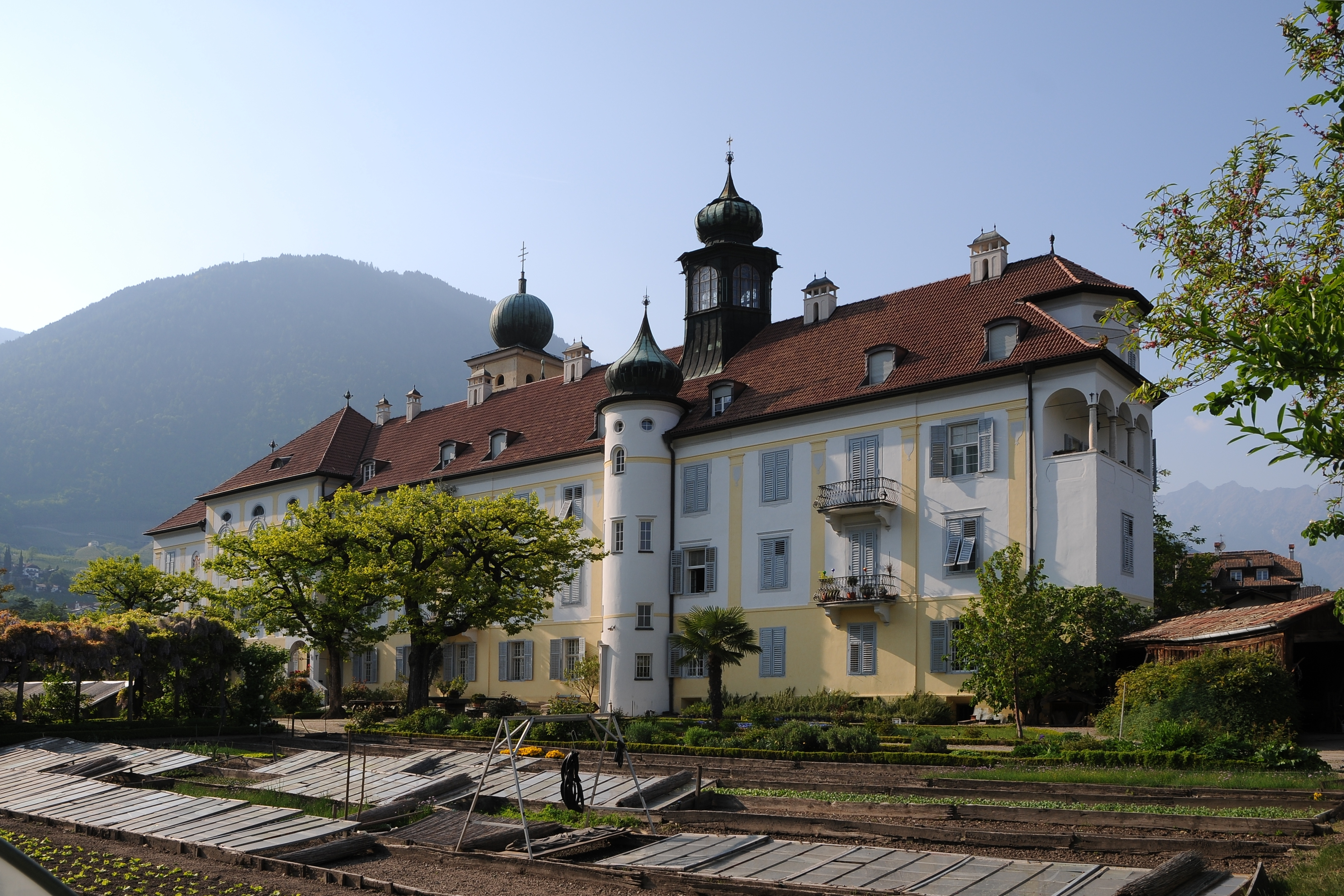
Deutschordenskonvent
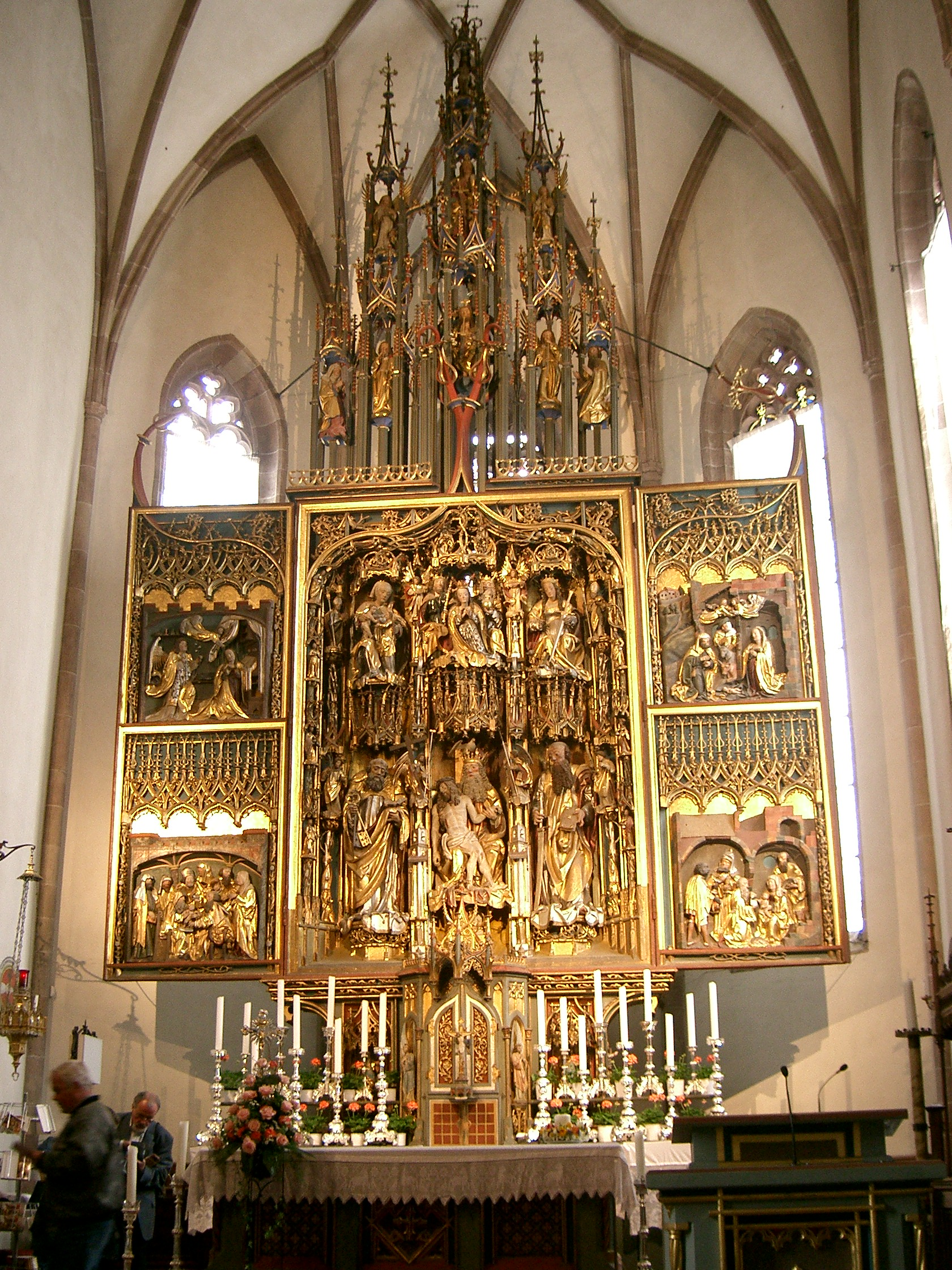
Schnatterpeck-Altar der Pfarrkirche Maria Himmelfahrt in Niederlana
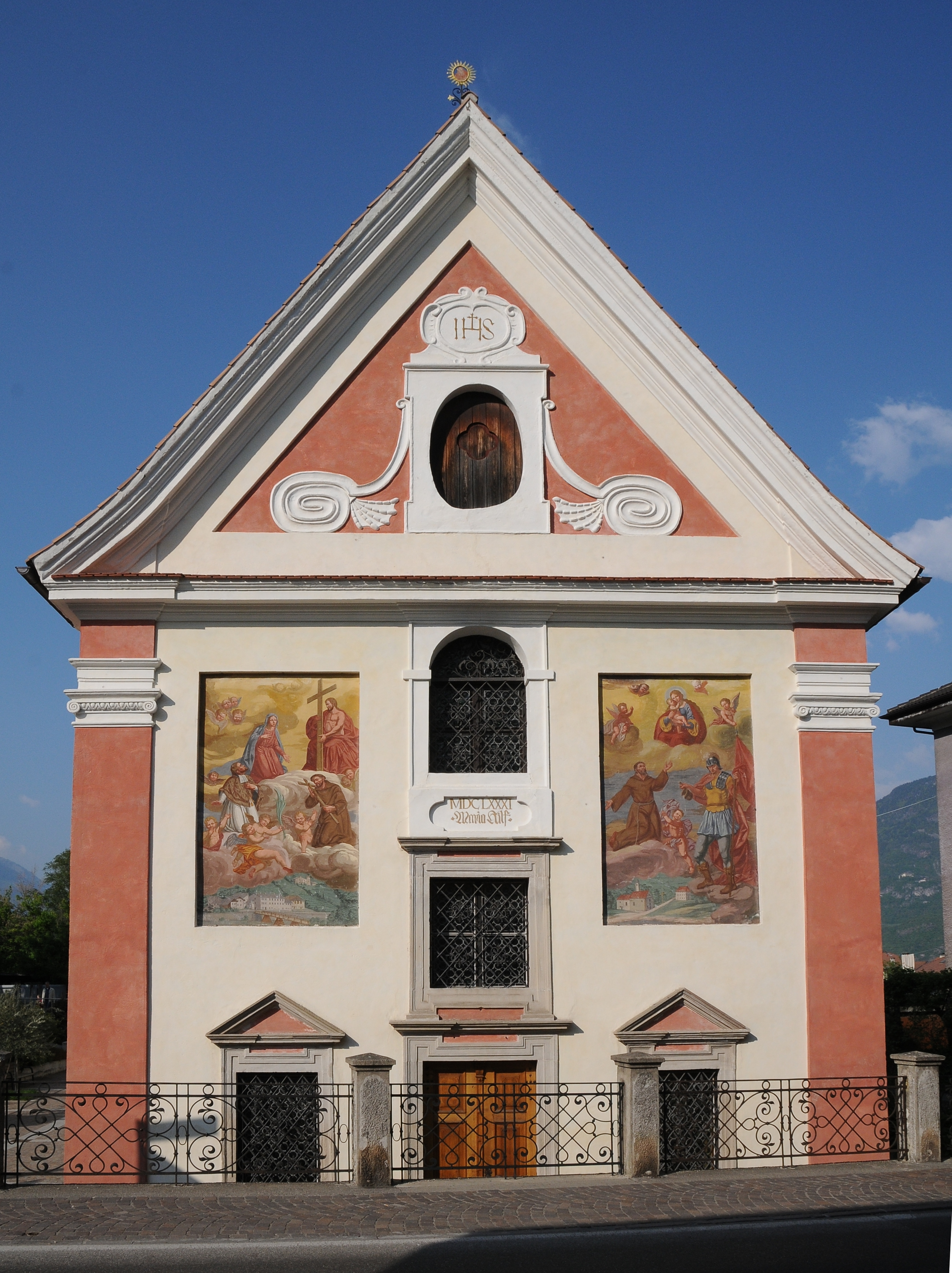
Kirche St. Johannes Nepomuk in Oberlana
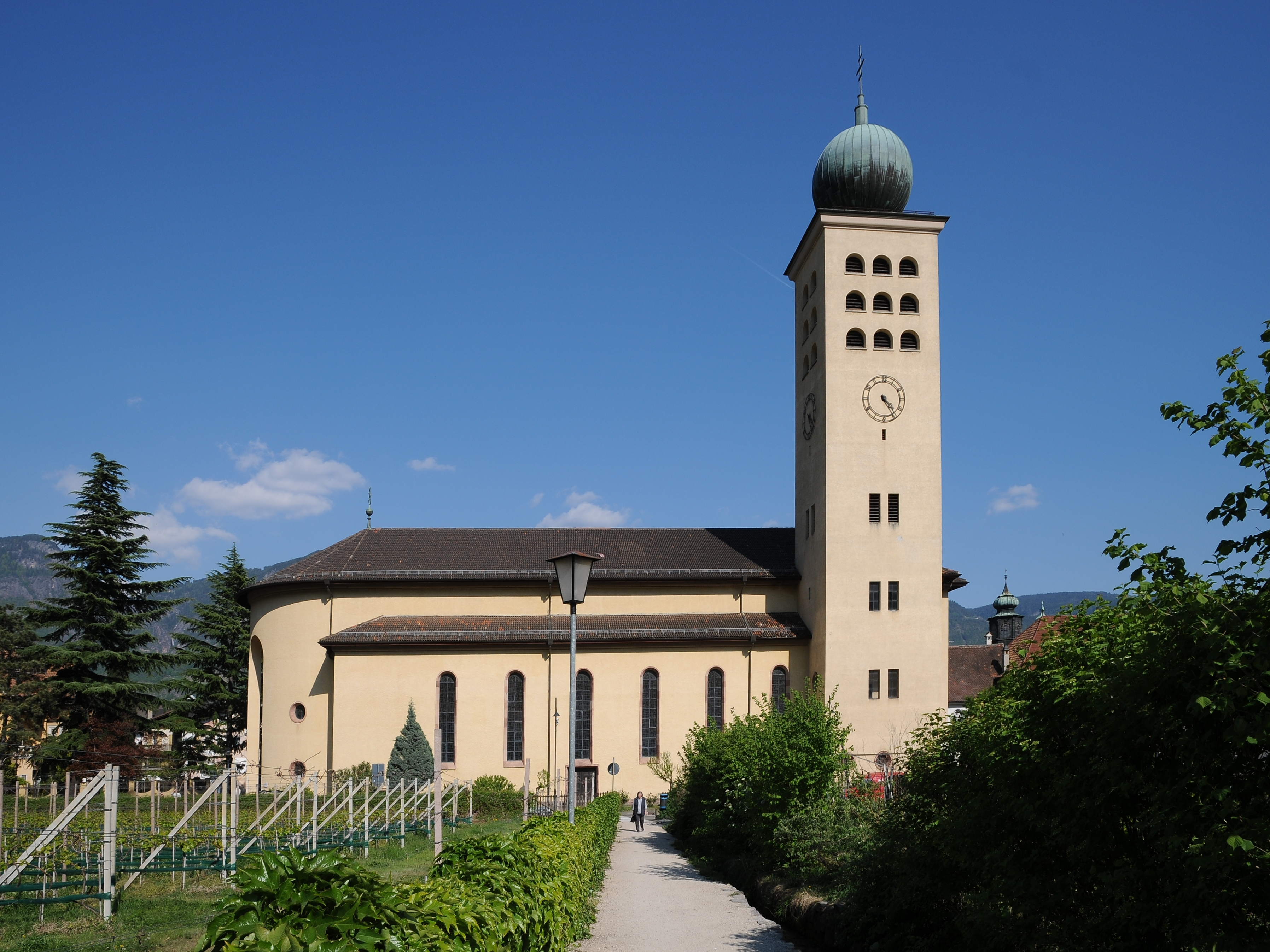
Pfarrkirche Hl. Kreuz
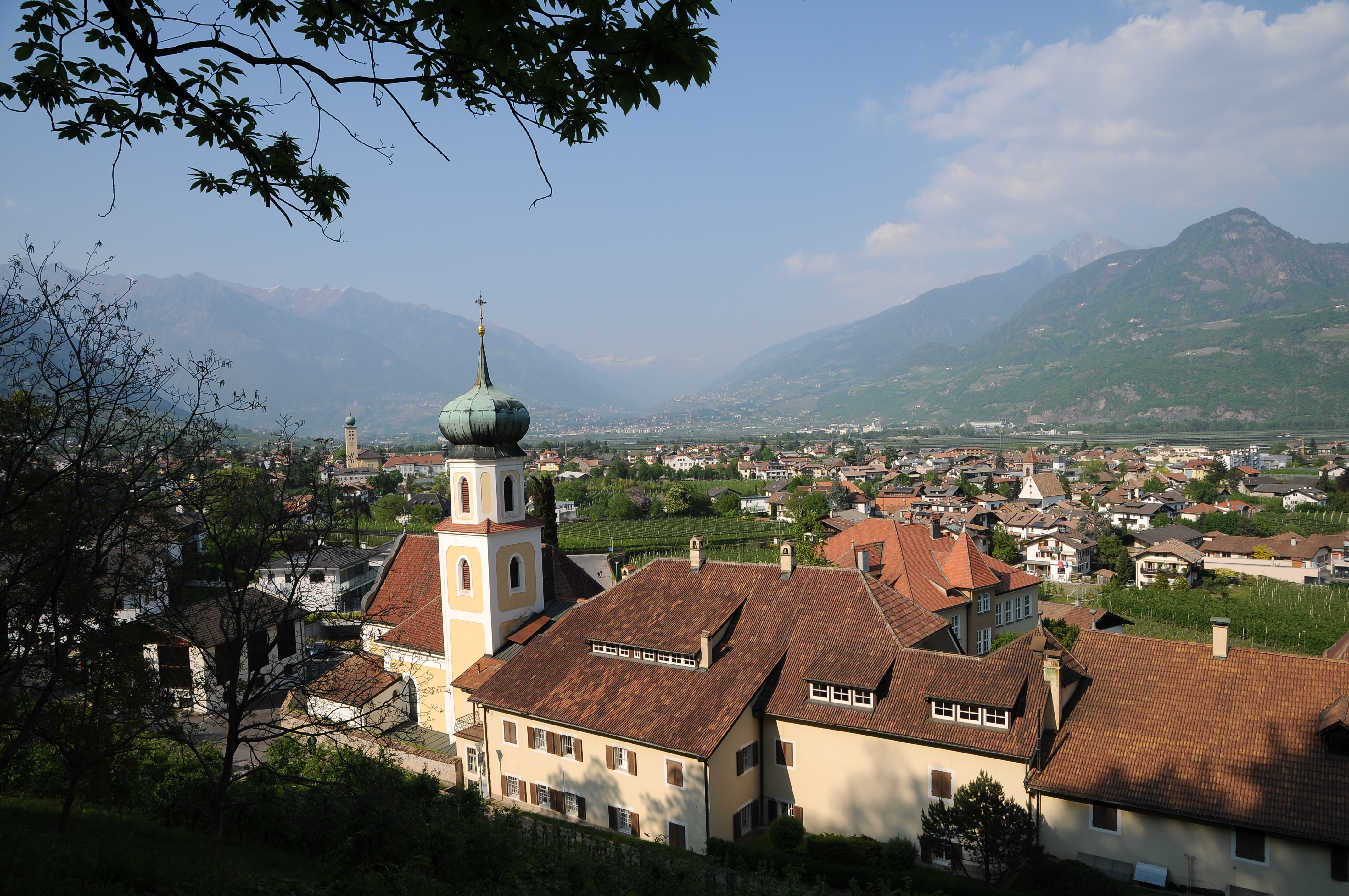
Kloster Lanegg
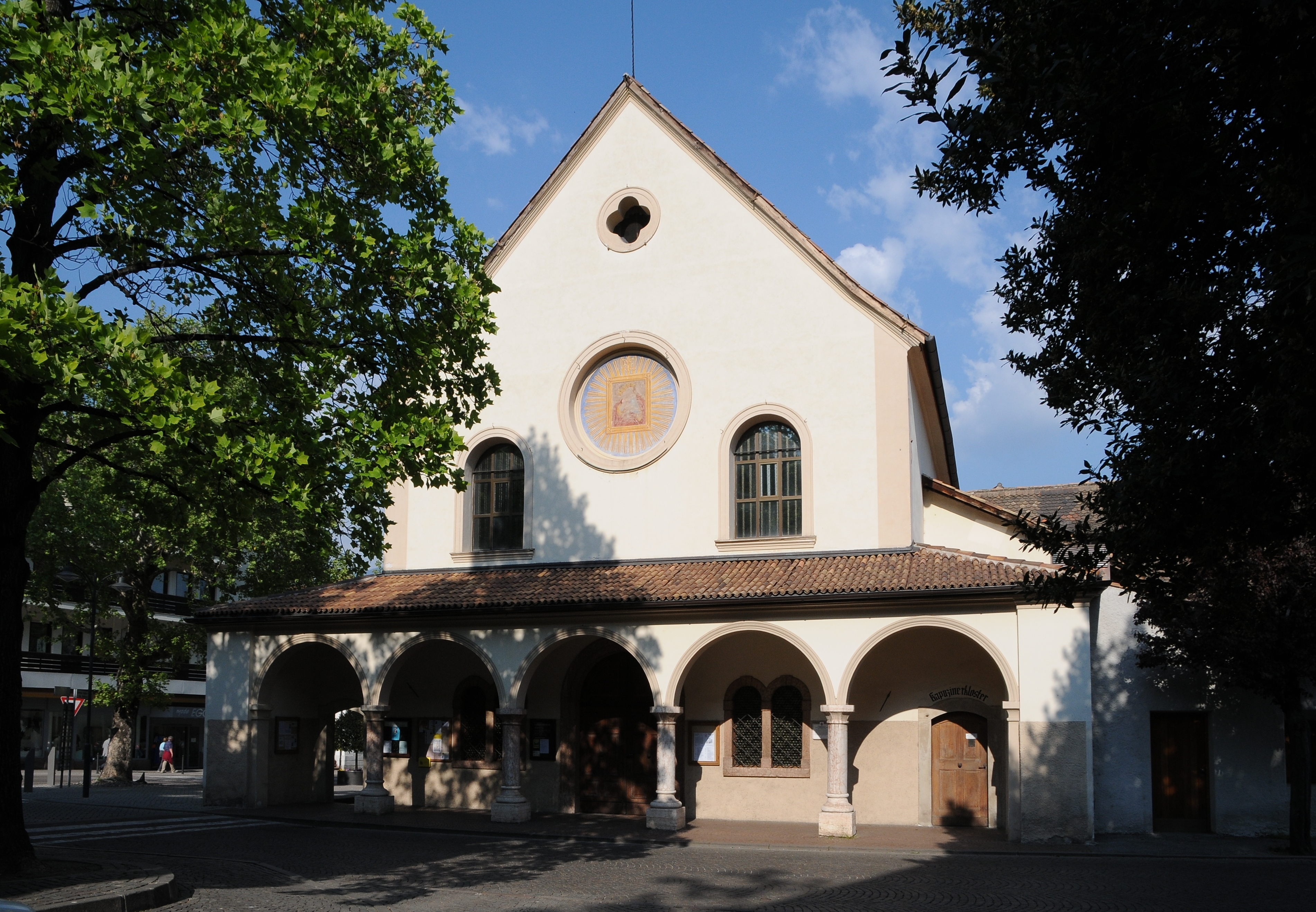
Kapuzinerkirche
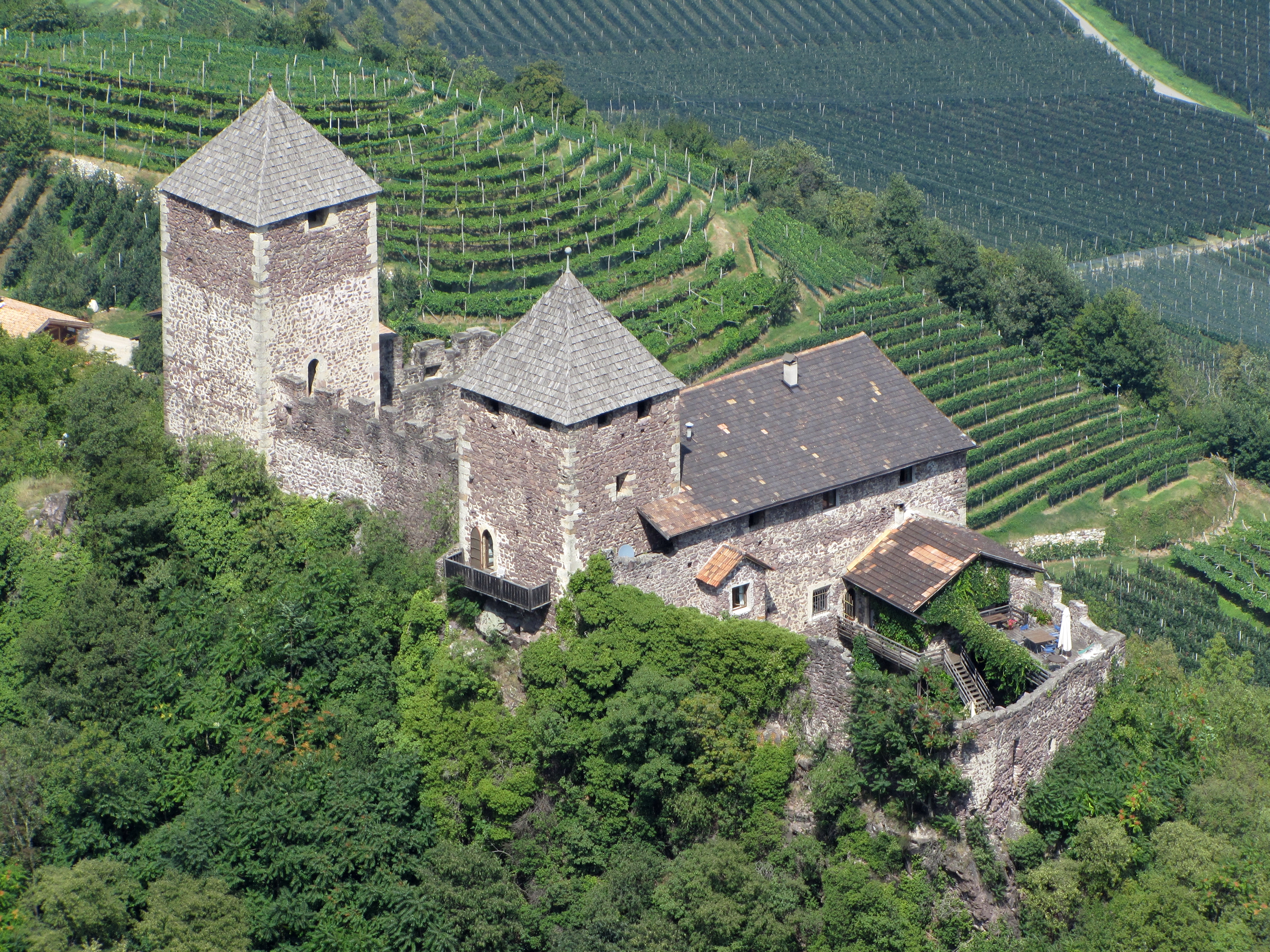
Leonburg
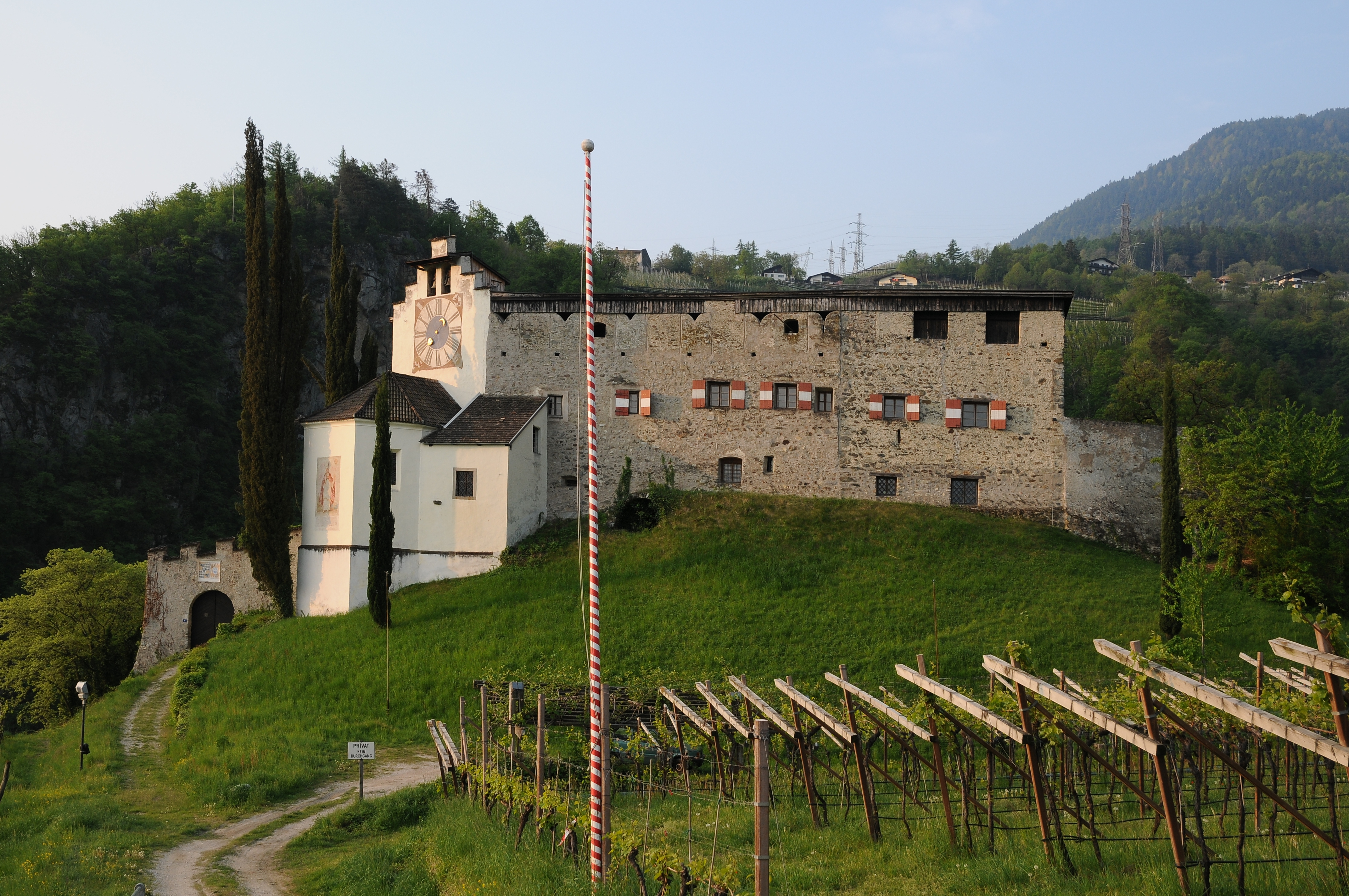
Schloss Braunsberg
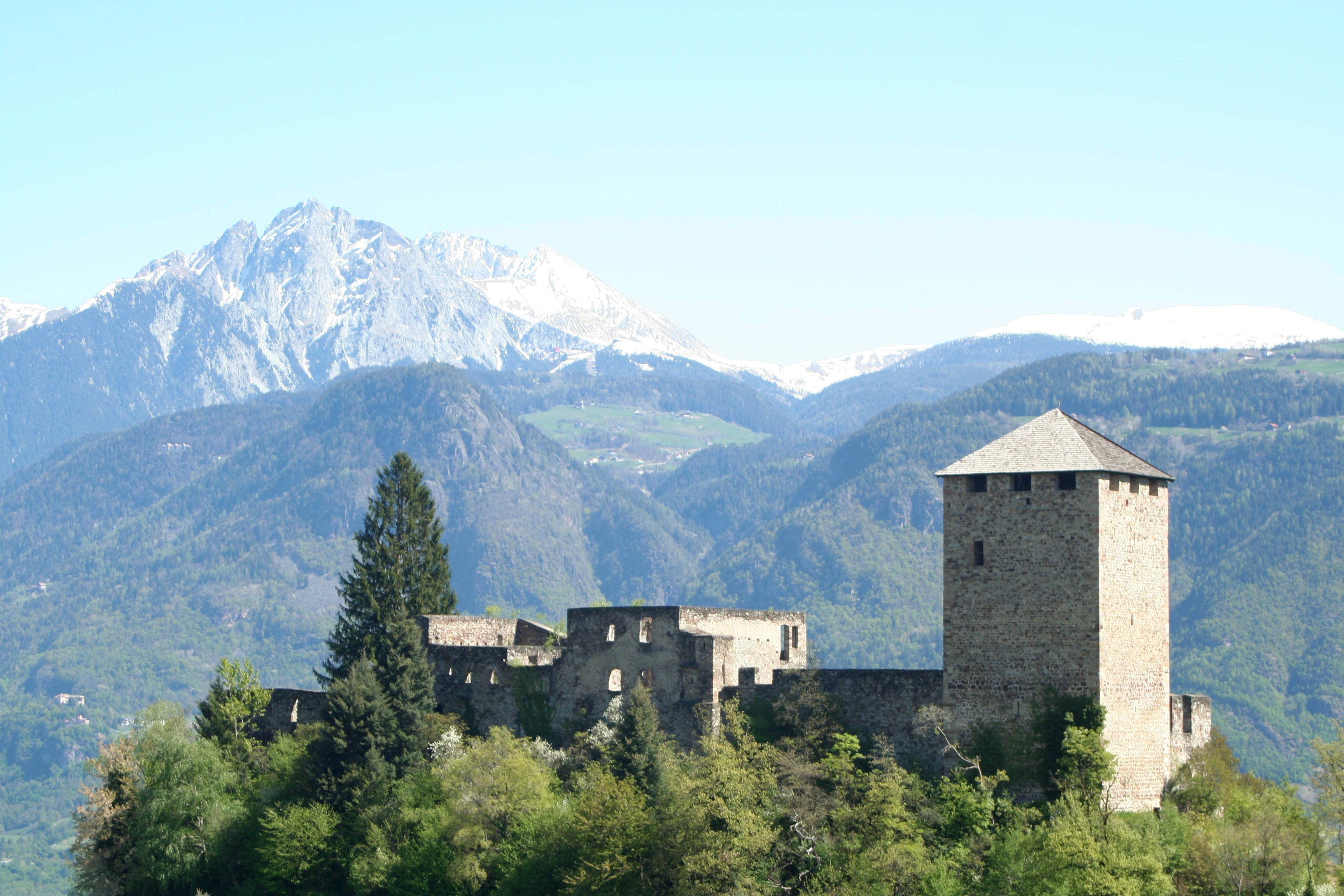
Mayenburg (Völlan)
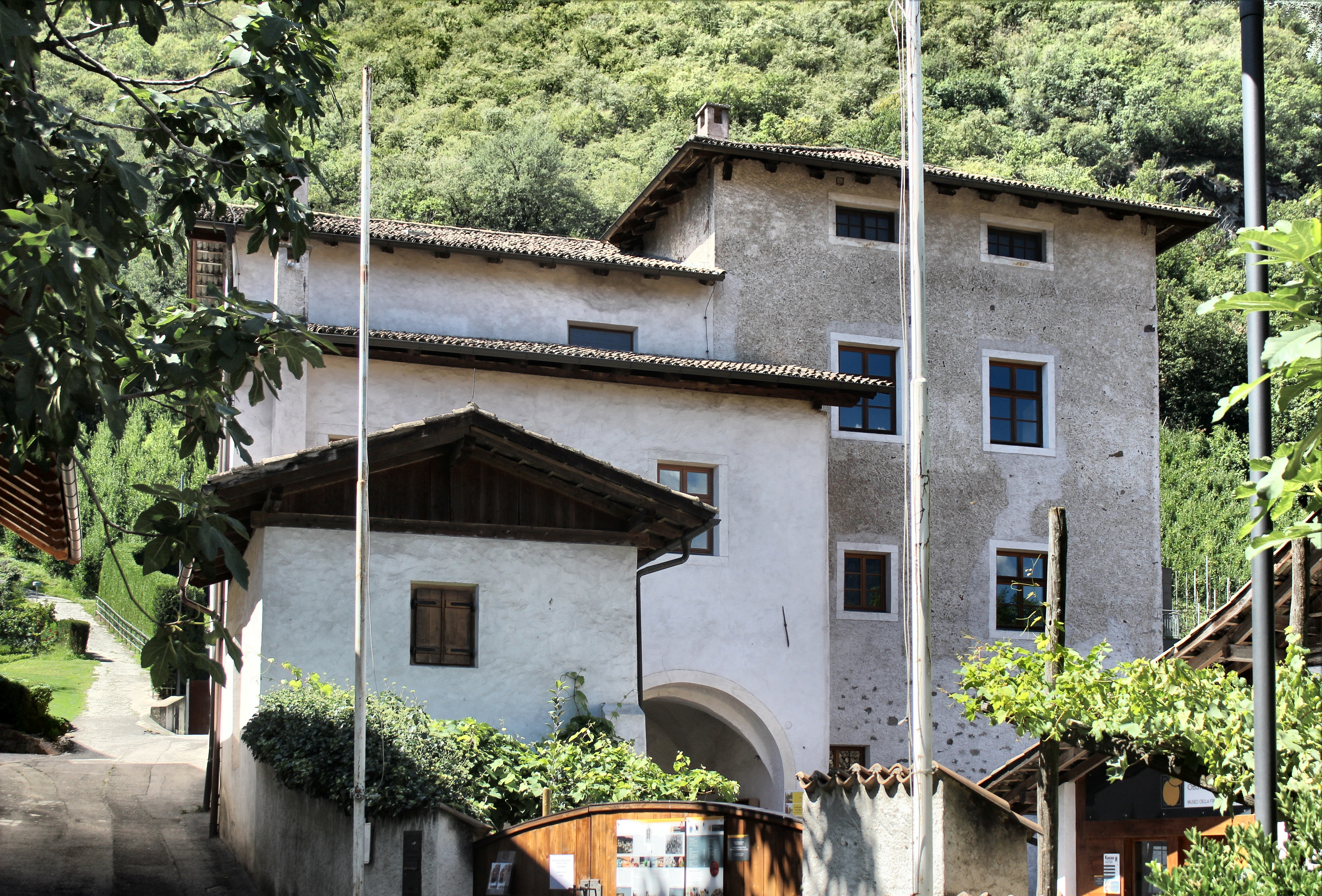
Ansitz Larchgut (Südtiroler Obstbaumuseum)
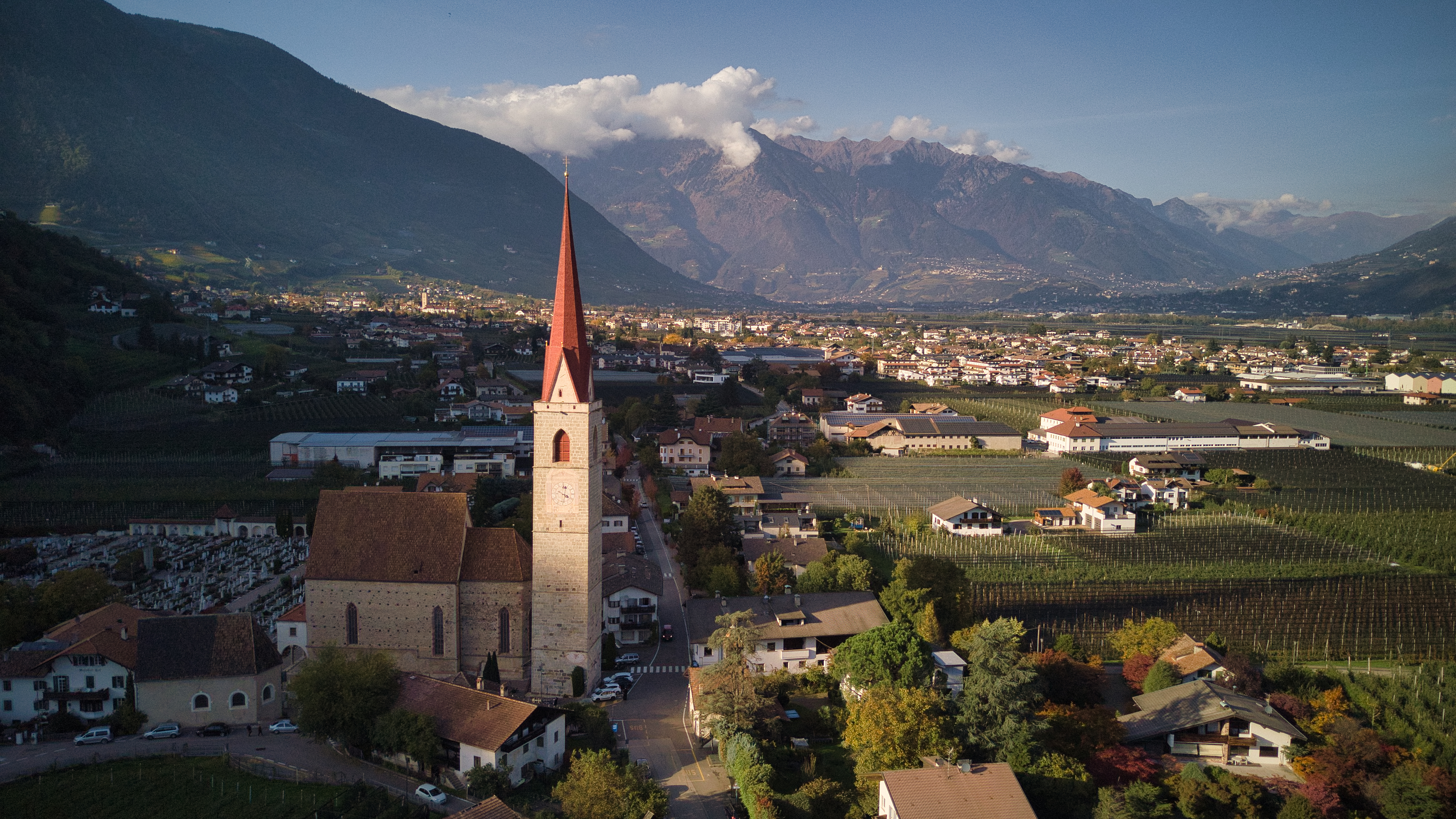
Kirche Mariä Himmelfahrt

## Kulturelle Veranstaltungen
- Kulturtage Lana
- Blütenfesttage
- Wildkräuterwochen
- Unser täglich Brot (Fest in Pawigl)
- Jährliche Kunstausstellungen im Ansitz Rosengarten
- Kastanientage »Keschtnriggl« (Oktober – November)
- LanaLive
- Passionsspiele
- Freilichtspiele Lana
- Konzerte der Musikkapellen
- Kindersommer (Juli – August)
- Südtiroler Gartenlust
- Langer Donnerstag (Veranstaltungsreihe von Juli bis August)
- Kürbistage
- Weihnachten in Lana (November – Dezember)
- Wandercamp
- Radcamp
- Lanaphil im April und Oktober
- Open Air Gaul
- Multistars (Leichtathletik-Mehrkampfwettbewerb der World Athletics Challenge - Combined Events)

## Persönlichkeiten
- Philibert Gruber von Zurglburg (1761–1799), Franziskaner und Philosoph
- Michael Andersag (1799–1864), Kirchen- und Porträtmaler sowie Soldat im Amerikanischen Bürgerkrieg
- Johann Kravogl (1823–1889), Erfinder
- Josef Waßler (1841–1908), Bildschnitzer
- Norbert Pfretzschner (1850–1927), Bildhauer und Schriftsteller
- Josef Ohrwalder (1856–1913), Missionar
- Luis Zuegg (1876–1955), Seilbahnpionier
- Hans Andersag (1902–1955), Chemiker
- Heinrich Dalla Rosa (1909–1945), katholischer Priester und NS-Gegner
- Karl Zuegg (1914–2005), Unternehmer (Fruchtsaft- und Marmeladenproduzent Zuegg)
- Franz Höfler (1933–1961), Südtirol-Aktivist
- Sabine Gruber (* 1963), Schriftstellerin
- Jochen Hemmleb (* 1971), deutscher Alpinjournalist und Buchautor
- Armin Zöggeler (* 1974), Rennrodler und Olympiasieger
- Nina Zöggeler (* 2001), Rennrodlerin

## Partnerschaften
- Feuchtwangen (Deutschland)
- Idstein (Deutschland)
- Telfs (Österreich)